# Стрийський район (1940—2020)
Стри́йський райо́н — район України на південному сході Львівської області. Районний та адміністративний центр — місто Стрий. Населення становить 62 215 осіб (на 1 серпня 2013). Площа району 808 км². Район у теперішньому вигляді утворено 17.07.2020 р.

## Географія
Стрийський район розташований у південно-західній частині Львівської області, межує з Дрогобицьким, Львівським та Самбірським районами, а також Івано-Франківським та Калуським районами Івано-Франківської області та Мукачівським районом Закарпатської області. 
Район розміщений у північній смузі Українських Карпат, на перетині важливих шляхів сполучення. Територією району протікають 19 річок. Серед них Стрий, Свіча, Сукіль, Бережниця.
Загальна площа Стрийського району становить 80786 га, з яких виробники сільськогосподарської продукції використовують 47212 га, промислові підприємства — 6486 га, зайнято лісом — 15903 га, територія Міністерства оборони — 3406 га. Стрийщина характеризується низькою родючістю ґрунтів. Близько 60 % ґрунтів — сильно- та сильнокислі. Середньозважений вміст гумусу дуже низький (менше 1,7 %).

### Корисні копалини
За розвіданими запасами нафти і газу Стрийщина займає чільне місце серед адміністративних районів Львівської області (розвідано 110 млрд м³ запасів природного газу промислових категорій та 15 млн тонн, видобувних запасів нафти).
Родовища нафти розташовані між селами Н. Стинава—Любинці—Розгірче та в районі Довголука—Семигинів.
На території Стрийського району діють 9 родовищ мінерально-сировинних ресурсів (Стрийський гравійний кар'єр Ясеницького кар'єроуправління, Піщано-Ходовицьке родовище в с. Піщани, родовища гравійної суміші в селах Стриганці та Ходовичі, родовища глини в с. Голобутів, Лисовичі, Довголука, В. Лукавиця, суглинок — Дашавський кар'єр тощо...
На території сіл Лисовичі та Розгірче є запаси мінеральних вод.

## Історія
Стрийський район утворено 17 січня 1940 р. згідно з Указом Президії Верховної Ради УРСР зі ґмін Стрийського повіту: міської ґміни Стрий і сільських Братківці, Грабовець Стрийський, Дашава, Моршин, Соколів і Угерсько.
Згідно з рішенням парламенту 17 липня "Про утворення та ліквідацію районів", до Стрийського району приєднали міста.Стрий і Моршин, більшу частину кол. Жидачівського та Сколівського районів і повністю кол. Миколаївський район.

## Адміністративний устрій
Адміністративно-територіально район поділяється на....

## Економіка
Через територію району проходять крупні магістральні газопроводи, нафтопроводи і лінії електропередач високої напруги.
Крім того, на території розміщені гірничі відводи, нафта і газородовища, водозабори міст Львова, Дрогобича, Стрия, Моршина, Трускавця, Стебника, військовий аеродром.
Разом із санітарно-захисними, охоронними і іншими зонами ці території становлять 45000 га або більше 55 відсотків загальної території.
На території району функціонує 11 структурних підрозділів НАК «Нафтогаз України», 15 промислових підприємств, 31 сільськогосподарське та 82 фермерські господарства, 170 підприємств малого бізнесу та інші заклади.

### Сільське господарство
Стрийський район належить до рівнинної агрозони, зони м'ясо-молочного скотарства з вирощуванням картоплі, цукрових буряків, овочів, льону-довгунця і на перспективу — ріпаку.

## Транспорт
Територію району проходить автомагістраль E50 (Київ-Львів-Мукачево-державний кордон) та E471.

## Населення
Розподіл населення за віком та статтю (2001):
| Стать | Всього | До 15 років | 15-24 | 25-44  | 45-64 | 65-85 | Понад 85 |
| --- | ------ | ----------- | ----- | ------ | ----- | ----- | -------- |
| Чоловіки | 32 335 | 6733        | 4819  | 10 314 | 6730  | 3587  | 152      |
| Жінки | 36 114 | 6503        | 4792  | 10 033 | 7710  | 6566  | 510      |
| \| Статево-вікова піраміда \| Статево-вікова піраміда \| Статево-вікова піраміда \| \| ----------------------- \| ----------------------- \| ----------------------- \| \| Чоловіки \| Вік \| Жінки \| \| 152 \| 85 + \| 510 \| \| 261 \| 80-84 \| 736 \| \| 609 \| 75-79 \| 1486 \| \| 1277 \| 70-74 \| 2164 \| \| 1440 \| 65-69 \| 2180 \| \| 1531 \| 60-64 \| 2215 \| \| 1241 \| 55-59 \| 1527 \| \| 1685 \| 50-54 \| 1843 \| \| 2273 \| 45-49 \| 2125 \| \| 2934 \| 40-44 \| 2776 \| \| 2639 \| 35-39 \| 2624 \| \| 2327 \| 30-34 \| 2292 \| \| 2414 \| 25-29 \| 2341 \| \| 2278 \| 20-24 \| 2294 \| \| 2541 \| 15-20 \| 2498 \| \| 2692 \| 10-14 \| 2550 \| \| 2313 \| 5-9 \| 2218 \| \| 1728 \| 0-4 \| 1735 \| |        |             |       |        |       |       |          |
| Статево-вікова піраміда |        |             |       |        |       |       |          |
| Чоловіки | Вік    | Жінки       |       |        |       |       |          |
| 152 | 85 +   | 510         |       |        |       |       |          |
| 261 | 80-84  | 736         |       |        |       |       |          |
| 609 | 75-79  | 1486        |       |        |       |       |          |
| 1277 | 70-74  | 2164        |       |        |       |       |          |
| 1440 | 65-69  | 2180        |       |        |       |       |          |
| 1531 | 60-64  | 2215        |       |        |       |       |          |
| 1241 | 55-59  | 1527        |       |        |       |       |          |
| 1685 | 50-54  | 1843        |       |        |       |       |          |
| 2273 | 45-49  | 2125        |       |        |       |       |          |
| 2934 | 40-44  | 2776        |       |        |       |       |          |
| 2639 | 35-39  | 2624        |       |        |       |       |          |
| 2327 | 30-34  | 2292        |       |        |       |       |          |
| 2414 | 25-29  | 2341        |       |        |       |       |          |
| 2278 | 20-24  | 2294        |       |        |       |       |          |
| 2541 | 15-20  | 2498        |       |        |       |       |          |
| 2692 | 10-14  | 2550        |       |        |       |       |          |
| 2313 | 5-9    | 2218        |       |        |       |       |          |
| 1728 | 0-4    | 1735        |       |        |       |       |          |

У 71 населеному пункті кол. Стрийського району проживало 62,5 тис. осіб (2012 р.).

## Політика
25 травня 2014 року відбулися Президентські вибори України. У межах Стрийського району було створено 69 виборчих дільниць. Явка на виборах складала — 87,38 % (проголосували 41 535 із 47 532 виборців). Найбільшу кількість голосів отримав Петро Порошенко — 74,84 % (31 084 виборців); Юлія Тимошенко — 12,75 % (5 296 виборців), Олег Ляшко — 5,28 % (2 192 виборців), Анатолій Гриценко — 3,39 % (1 408 виборців). Решта кандидатів набрали меншу кількість голосів. Кількість недійсних або зіпсованих бюлетенів — 0,47 %.

## Освіта
У районі функціонують 55 загальноосвітніх навчальних закладів, дитячо-юнацька спортивна школа, будинок дитячої та юнацької творчості, 15 дошкільних навчальних закладів.

## Медицина
Лікувальна мережа району налічує 60 медичних установ: Центральна районна лікарня на 300 ліжок з поліклінічним відділенням, 48 фельдшерсько-акушерських пунктів, 1 сільська лікарська амбулаторія та 10 амбулаторій загальної практики сімейної медицини.

## Туризм

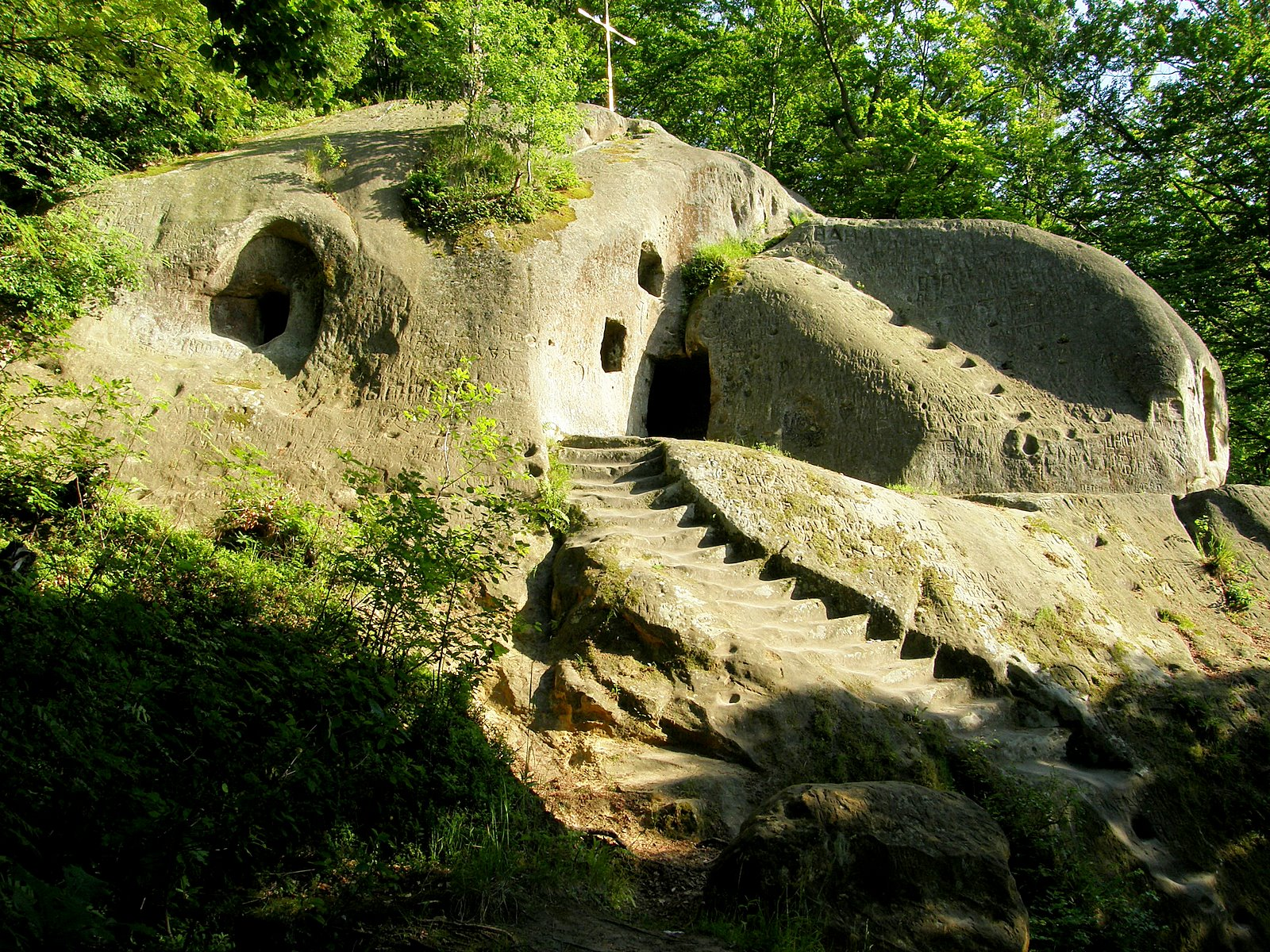
Печерний монастирський комплекс, Розгірче

- Печерний монастирський комплекс, c. Розгірче
- музей-садиба Степана Бандери в с. Воля-Задеревацька,
- музей-садиба Олекси Гасина в с. Конюхів,
- Народний музей визвольної боротьби українського народу в с. Кавське,
- музей Івана Франка в с. Завадів.
- в Народному домі с. Баня Лисовицька зібрані матеріали про знаного композитора Романа Савицького.

## Релігія
Найстаріші церкви району:
- Дзвіниця церкви св. Михаїла (XVIII ст) — с. Верчани
- Церква Здвиженя (XVIII ст) у с. Добрівляни
- Церква Св. Духа (1810 р.) у с. Підгірці
- Церква св. Миколи (1650 р.) у с. Підгірці
- Церква Св. Миколи (1650 р.) у с.Стрілків

27 лютого 2019 року остання церковна громада села Баня Лисовицька, яка належала до УПЦ МП, ухвалила рішення про перехід до Православної церкви України, після чого у Стрийському районі не залишилось жодної церкви, підпорядкованої Московському патріархату.

## Санаторно-курортні заклади
- ТзОВ "Санаторій «Київ+» (с. Баня Лисовицька)
- ТзОВ "База відпочинку «Шепільська» (с. Довголука урочище Шепільське)
- Агрооселя "Гостинний двір «Міжгорянка» (с. Верхня Стинава)
- Мотель «У Андрія» (c. Дуліби)
- Мотель «612 км» (м. Стрий)